# Goede Herderkerk (Moeskroen)

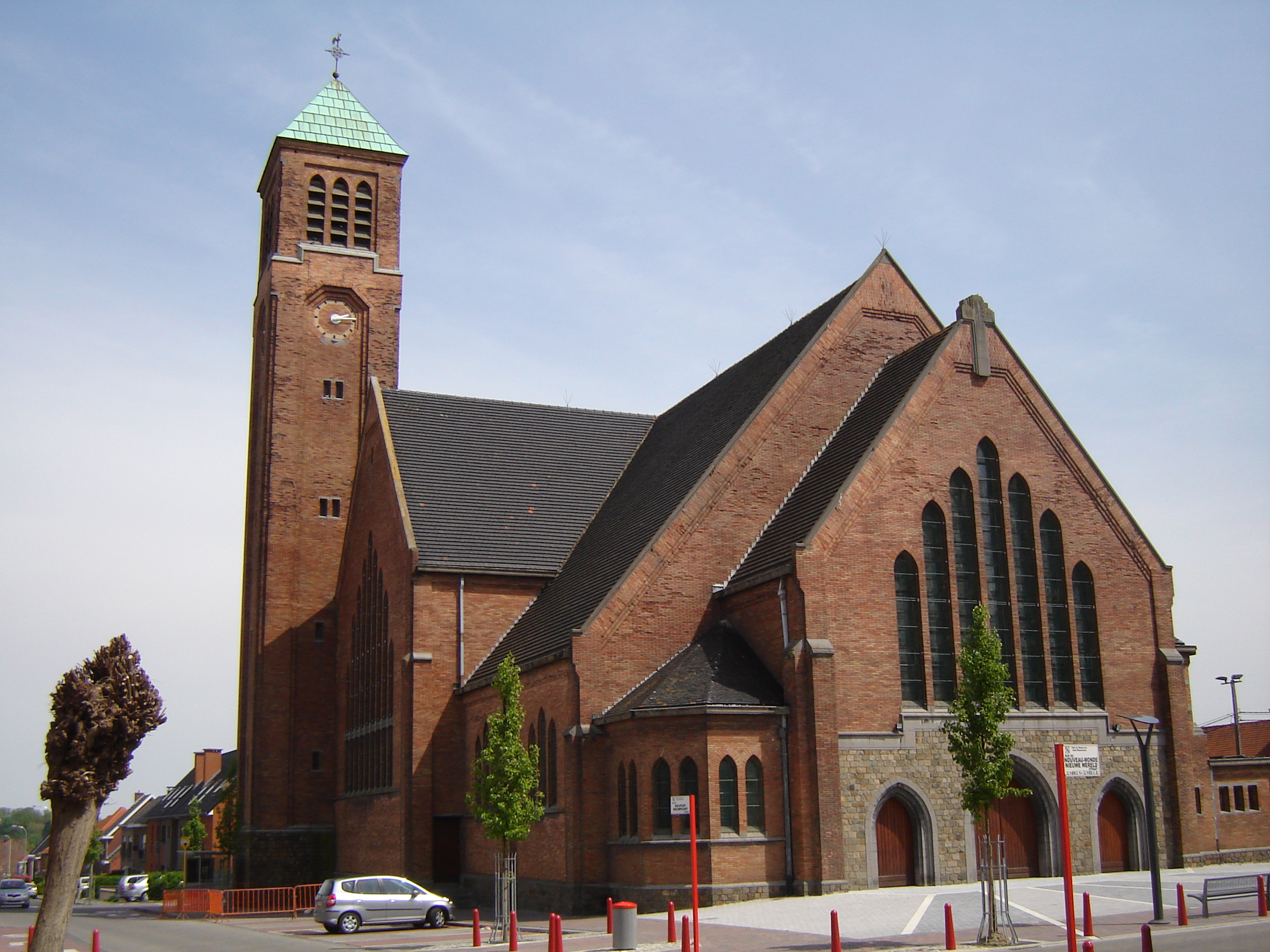
Goede Herderkerk

De Goede Herderkerk (Frans: Église du Bon Pasteur) is een parochiekerk in de wijk Nouveau Monde van de Belgische stad Moeskroen, gelegen aan de Nieuwe Wereldstraat.
De kerk vormt, met zijn hoge toren, het middelpunt van de wijk Nieuwe Wereld. De kerk werd in 1939-1940 gebouwd in gele bakstenen, afkomstig van de regio Diksmuide, naar ontwerp van Maurice Dujardin.
De kerk heeft een breed middenschip en relatief smalle zijbeuken en een vlak afgesloten koor. Hoewel een aantal elementen uit de neogotiek komen, neigt de steil meer naar art deco, wat ook tot uiting komt in de naastgebouwde klokkentoren. De art-decostijl vindt men ook terug in het kerkmeubilair.